# Palazzo Marina
Le Palazzo Marina (en français : palais de la Marine) est un bâtiment historique dans le quartier Flaminio de Rome, de styles éclectique et néo-Baroque, œuvre de l'architecte Giulio Magni (petit-fils de Giuseppe Valadier), situé sur le quai lungotevere delle Navi.

## Description
Le bâtiment était destiné à la bibliothèque centrale de la Marine. Il a été inauguré en 1928. L'édifice, imposant, fait de briques et de travertin, comprend de nombreux bas-reliefs, sculptures, décorations et vitraux sur le thème de la mer. Son entrée principale longe le Tibre, est entourée par des palmiers et décorée avec les ancres des navires de guerre de la Marine impériale austro-hongroise, le Tegetthoff (à gauche) et le Viribus Unitis (à droite).

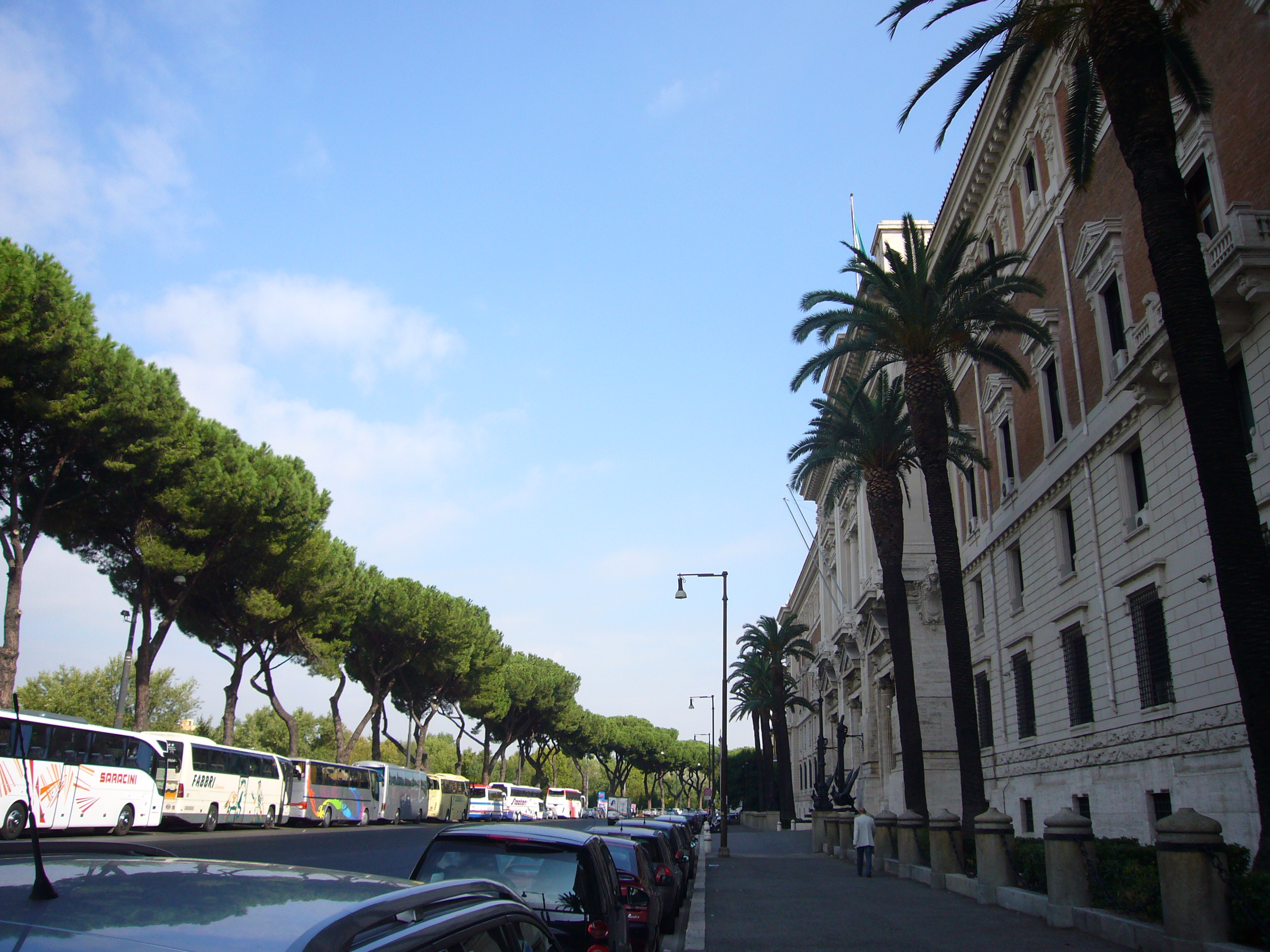
Vue des quais

## Le palais dans le cinéma
L'édifice a été utilisé comme lieu de tournage pour les scènes du film d'Orson Welles Le Procès, d'après l'œuvre de Kafka.